# Союз арабських футбольних асоціацій
Союз арабських футбольних асоціацій (араб. الاتحاد العربي لكرة القدم; англ. Union of Arab Football Associations, скор. УАФА) — організація, що об'єднує національні футбольні асоціації арабських країн Азії та Африки. УАФА займається організацією всіх арабських змагань клубів і збірних, розподіляє доходи від реклами і трансляцій між клубами і національними асоціаціями, що входять до її складу.

## Члени УАФА
У УАФА входить 22 арабські країни, розташовані в Азії та Африці. За географічним принципом УАФА розділена на 2 регіони. З країн Арабського світу до складу УАФА не входить тільки Західна Сахара.

### Азія (АФК)
- Бахрейн
- Йорданія
- Ірак
- Ємен
- Катар
- Кувейт
- Ліван
- ОАЕ
- Оман
- Палестина
- Саудівська Аравія
- Сирія

### Африка (КАФ)
- Алжир
- Джибуті
- Єгипет
- Коморські Острови
- Лівія
- Мавританія
- Марокко
- Сомалі
- Судан
- Туніс

## Представники на чемпіонатах світу
| Збірна            | 1930 (13)       | 1934 (16)       | 1938 (15)       | 1950 (13)       | 1954 (16)       | 1958 (16)       | 1962 (16)       | 1966 (16) | 1970 (16) | 1974 (16) | 1978 (16) | 1982 (24) | 1986 (24) | 1990 (24) | 1994 (24) | 1998 (32) | 2002 (32) | 2006 (32) | 2010 (32) | 2014 (32) | 2018 (32) | 2022 (32) | 2026 (48) | Всього | участей у кваліфікації |
| Алжир             | Частина Франції | Частина Франції | Частина Франції | Частина Франції | Частина Франції | Частина Франції | Частина Франції | ×         | •         | •         | •         | Р1 13     | Р1 22nd   | •         | •         | •         | •         | •         | Р1 28     | Р2 14     | •         |           |           | 4      | 13                     |
| Єгипет            | ×               | Р1 13           | ×               | ×               | •               | ×               | ×               | ×         | ×         | •         | •         | •         | •         | Р1 20     | •         | •         | •         | •         | •         | •         | Р1 31     |           |           | 3      | 14                     |
| Ірак              |                 |                 |                 | ×               | ×               | ×               | ×               | ×         | ×         | •         | ×         | •         | Р1 23rd   | •         | •         | •         | •         | •         | •         | •         | •         |           |           | 1      | 11                     |
| Кувейт            |                 |                 |                 | ×               | ×               | ×               | ×               | ×         | ×         | •         | •         | Р1 21     | •         | •         | •         | •         | •         | •         | •         | •         | •         |           |           | 1      | 12                     |
| Марокко           | Частина Франції | Частина Франції | Частина Франції | Частина Франції | Частина Франції | Частина Франції | •               | ×         | Р1 14     | •         | •         | •         | Р2 11     | •         | Р1 23rd   | Р1 18     | •         | •         | •         | •         | Р1 27     |           |           | 5      | 14                     |
| Катар             |                 |                 |                 |                 |                 |                 |                 |           |           | x         | •         | •         | •         | •         | •         | •         | •         | •         | •         | •         | •         | q         |           | 0      | 11                     |
| Саудівська Аравія |                 |                 |                 |                 |                 | ×               | ×               | ×         | ×         | ×         | •         | •         | •         | •         | Р2 12     | Р1 28     | Р1 32nd   | Р1 T-28   | •         | •         | Р1 26     |           |           | 5      | 11                     |
| Туніс             | Частина Франції | Частина Франції | Частина Франції | Частина Франції | Частина Франції | Частина Франції | •               | ×         | •         | •         | Р1 9      | •         | •         | •         | •         | Р1 26     | Р1 29     | Р1 24     | •         | •         | Р1 24     |           |           | 5      | 14                     |
| ОАЕ               |                 |                 |                 |                 |                 |                 |                 |           |           |           | ×         | ×         | •         | Р1 24     | •         | •         | •         | •         | •         | •         | •         |           |           | 1      | 9                      |
| Всього            | 0               | 1               | 0               | 0               | 0               | 0               | 0               | 0         | 1         | 0         | 1         | 2         | 3         | 2         | 2         | 3         | 2         | 2         | 1         | 1         | 4         |           |           | 21     |                        |

## Досягнення

### Кубок Азії
| Команда           | Перемога             | Фінал                | 3-тє місце | 4-те місце |
| ----------------- | -------------------- | -------------------- | ---------- | ---------- |
| Саудівська Аравія | 3 (1984, 1988, 1996) | 3 (1992, 2000, 2007) | -          | -          |
| Кувейт            | 1 (1980)             | 1 (1976)             | 1 (1984)   | 1 (1996)   |
| Ірак              | 1 (2007)             | -                    | -          | 1 (1976)   |
| ОАЕ               | -                    | 1 (1996)             | -          | 1 (1992)   |
| Бахрейн           | -                    | -                    | -          | 1 (2004)   |
| Катар             | 1 (2019)             | -                    | -          | -          |

### Кубок африканських націй
| Команда | Перемога                                     | Фінал          | 3-тє місце           | 4-те місце           |
| ------- | -------------------------------------------- | -------------- | -------------------- | -------------------- |
| Єгипет  | 7 (1957, 1959, 1986, 1998, 2006, 2008, 2010) | 2 (1962, 2021) | 3 (1963, 1970, 1974) | 3 (1976, 1980, 1984) |
| Туніс   | 1 (2004)                                     | 2 (1965, 1996) | 1 (1962)             | 3 (1978, 2000, 2019) |
| Судан   | 1 (1970)                                     | 2 (1959, 1963) | 1 (1957)             | -                    |
| Алжир   | 2 (1990 ,2019)                               | 1 (1980)       | 2 (1984, 1988)       | 1 (1982)             |
| Марокко | 1 (1976)                                     | 1 (2004)       | 1 (1980)             | 2 (1986, 1988)       |
| Лівія   | -                                            | 1 (1982)       | -                    | -                    |

## Змагання під егідою УАФА

### Збірні
- Кубок арабських націй
- Кубок націй Перської затоки
- Футбол на Панарабських іграх
- Молодіжний Кубок націй Перської затоки (до 23 років)
- Юнацький Кубок націй Перської затоки (до 17 років)

### Клубні

#### Діючі
- Кубок арабських чемпіонів
- Клубний кубок чемпіонів Перської затоки

#### Колишні
- Арабський кубок володарів кубків
- Арабський суперкубок